# (2136) Jugta
(2136) Jugta est un astéroïde de la ceinture principale découvert le 2 juillet 1933 par l'astronome allemand Karl Wilhelm Reinmuth. Le lieu de découverte est Heidelberg (024).

## Nom
L'astéroïde a été nommé en l'honneur de Jay U. Gunter (en) (1911-1994) et de sa publication "Tonight's Asteroids". Cette publication a réussi de façon extraordinaire, à intéresser le grand public aux astéroïdes, et a inspiré d’innombrables astronomes amateurs et professionnels à étudier ces objets. Le nom a été proposé par Eric S. Fogelin, et approuvé par C. Bardwell, D. W. E. Green et Brian G. Marsden. [Ref: Minor Planet Circ. 5284].